# 오르베텔로
오르베텔로(이탈리아어: Orbetello)는 이탈리아 토스카나주 그로세토도에 있는 코무네다. 그로세토에서 남쪽으로 35km 거리에 있고, 도시 명칭과 동명의 석호에 위치해 있으며, 중요한 자연 보존 지역이다.

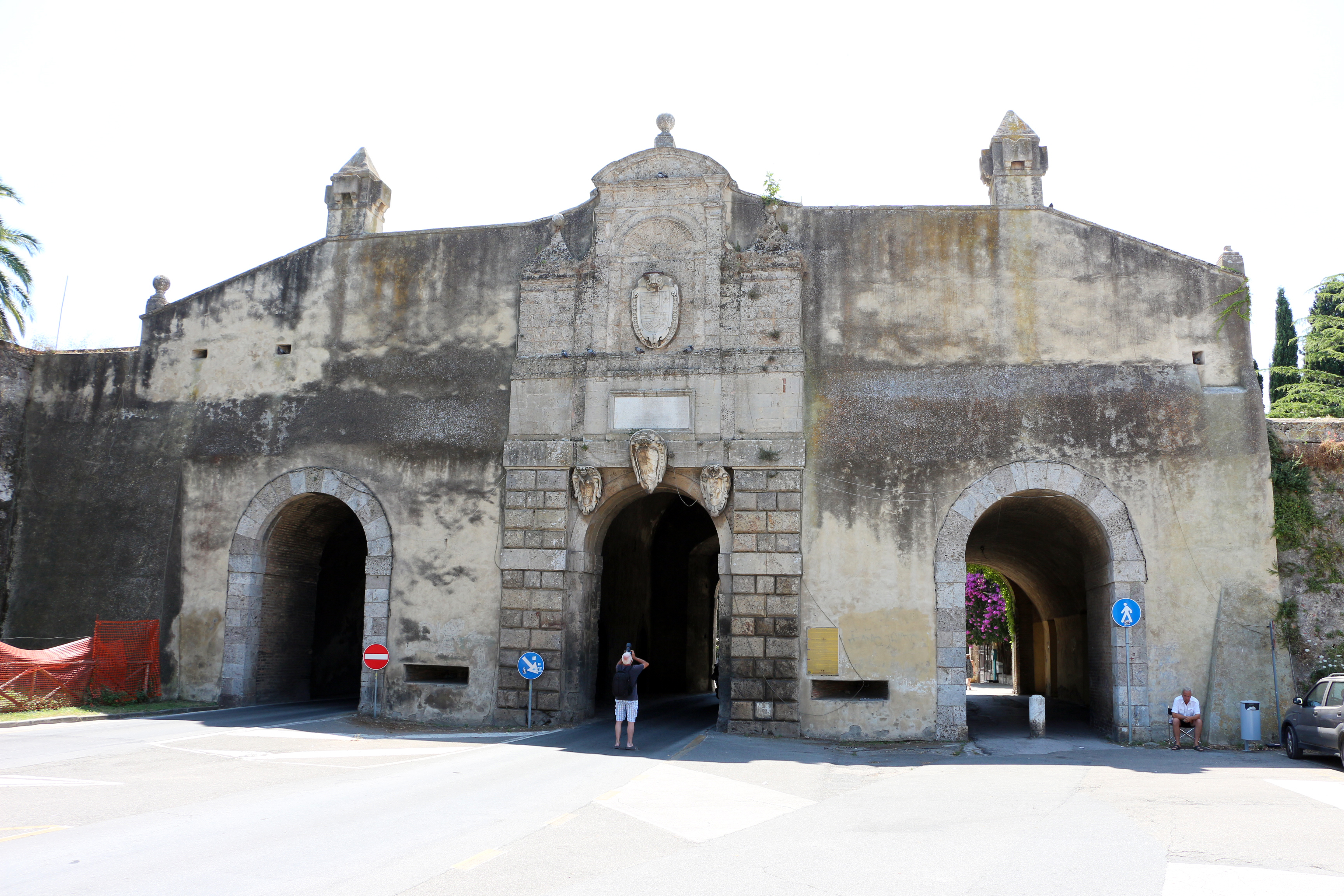
오르베텔로 입구

## 역사
오르베텔로는 옛 에트루리아인들의 도시였으며, 기원전 280년경에 로마인들의 지배하에 떨어졌고, 이곳에 코사(오늘날의 안세도니아)라는 식민지를 건설했다.
중세 시대에는 14세기까지 이곳을 지배했던 알도브란데스키 가문의 소유였고, 그 후 오르비에토가 이곳을 차지했다. 피틸리아노의 오르시니 가문은과 오르비에토 간의 대립을 몇 차례 있고나서, 시에나 공화국에 점령당하였다. 16 세기 중반에는 스페인인들의 소유였던 프레시디국의 영토였고 수도였다. 이후 토스카나 대공국의 지배를 받아가, 19세기 후반에 이탈리아 통일 왕국의 영토가 되었다.
1927년부터 1933년 사이에 이탈로 발보의 "에어 크루즈"(air cruises)가 오르베텔로 석호에서 출발했다.